# Grenada
 Ovo je glavno značenje pojma Grenada. Za druga značenja pogledajte Grenada (razdvojba).
Grenada je otočna država na jugoistoku Karipskog mora: sjeverno od Trinidada i Tobaga i južno od Svetog Vincenta i Grenadina.

## Povijest
Kristofor Kolumbo otok otkriva 1498. i daje mu ime Concepcíon. Prvi stanovnici na njemu bili su Arawaki, Indijanci koje su najkasnije do 1100. protjerali ratoborni Karibi koji ga drže u svojim rukama do 1651., (vidi). Te godine osvajaju ga Francuzi i to nakon krvavih borbi s Karibima, čiji su se posljednji pripadnici, kako ne bi pali u francuske ruke, njih 40 (muškarci, žene i djeca) skočili u ponor s litice prozvane "Le Morne de Sauteurs," ili  "Leapers Hill." Godine 1609. otok su prvi pokušali kolonizirati londonski trgovci, ali nakon osam mjeseci Karibi uspješno protjeraše tih 208 došljaka pristiglih na tri velika broda. Drugi neuspješni pokušaj Francuza bio je 1638., a treći će pokušati 200 Francuza pod zapovjedništvom Du Parqueta 1650. godine. Oni su prijateljski dočekani, jer je Karibima darovano nekoliko noževa i raznobojnih staklenih kuglica. Poglavici Kaierounnei Du Parquet je osobno uručio i dvije boce konjaka. Kolonija je osnovana na mjestu gdje je danas glavni grad. No, u veljači 1651., Karibi opet postadoše neprijateljski raspoloženi. Kolonizatorima dolazi pojačanje od 300 ljudi, te uspijevaju istrijebiti domoroce. Francuzi otok prozvaše imenom La Grenade. 
Godine 1657. Du Parquet prodaje otok grofu De Cerillacu. On ostavlja tamo guvernera, zbog čije su se okrutnosti naseljenici pobunili i ubili ga. De Cerillac prodaje Grenadu francuskoj zapadnoindijskoj kompaniji, a nakon desetak godina zbog njenog bankrota pripast će Kraljevini Francuskoj. Godine 1700. popis stanovništva bilježi 258 bijelaca, 53 slobodna crnca i 525 robova. No, 1753. su zabilježena 1 263 bijelca, 173 slobodna crnca i 11 991 rob. Robovi su radili na plantažama uzgajajući šećernu trsku, kavu, kakao, banane, krumpir, jam, kasavu te ostalo voće i povrće. 
Svoj današnji naziv  'Grenada'  otok nosi od 1763. kada ga prepuštaju Ujedinjenom Kraljevstvu. Šesnaest godina kasnije Francuzi ga silom preuzimaju natrag, ali kratkotrajno. Francuski admiral D'Estaing, s flotom od 35 brodova i 10 000 vojnika, bio je privremeno osvojio otok. Ugovorom u Versaillesu (1783.) on ponovno postaje britanski. Već 1794. Francuzi i Englezi ponovno su zaratili. Dana 2. ožujka 1795. francuski stanovnici, pod vodstvom Juliena Fedona, podižu ustanak u kojem uspostavljaju nadzor nad cijelim otokom osim samoga glavnog grada. Međutim, godinu dana kasnije Britancima pristižu znatna pojačanja i otpor Francuza je definitivno skršen. Muškatni oraščić (Myristica fragrans), orašast plod intenzivnog mirisa i malajskog podrijetla, dopremaju na otok 1843. godine. Pošto uspijevaju i cimet, đumbir, klinčić i sl., Grenadu počinju poznavati pod nadimkom Otok začina. Godine 1877. Grenada postaje kolonija. Kroz cijelo vrijeme povijesti, od osvajanja otoka, na njemu je u rastu populacija crnačkog stanovništva koje je dopremano kao roblje na plantaže šećera. Do svog osamostaljenja dolazi tek 1974. Grenada i danas pripada zajednici Commonwealtha.

## Ekonomija
Raširena je proizvodnja začina: cimeta, klinčića, đumbira i muškatnog oraščića. U novije vrijeme zamah dobivaju turizam i trgovina.

## Stanovništvo
Oko 80% stanovništva su potomci afričkih robova (Afrogrenađani ili Grenađani; 90,000, 2007) koje su doveli Europljani; Sentlusijci (2,400; 2007), Indopakistanci (3,900), Angloamerikanci (900), Englezi (2,500) i Francuzi (100).
Gotovo cijelo stanovništvo govori engleskim jezikom. Najraširenija vjera je kršćanstvo: polovicu čine katolici, a od protestanata najbrojnici su anglikanci.

## Vanjske poveznice
- Grenada: History & Culture
- Culture of GRENADA